# NGC 3441
NGC 3441 (również PGC 32642 lub UGC 5993) – galaktyka spiralna (Sc), znajdująca się w gwiazdozbiorze Lwa. Odkrył ją Edward Singleton Holden 6 kwietnia 1882 roku.
W galaktyce tej zaobserwowano supernową SN 2004bn.